# Врата (телесериал)
«Врата» (англ. The Gates) — американский телесериал, мистическая драма с криминальным сюжетом, транслировавшийся на телеканале ABC с 20 июня по 19 сентября 2010 года В России сериал транслировался на Первом канале.

## Сюжет
Ник Монохэн и его семья переезжают из Чикаго в тихий городок, под названием Врата, населённый элитой общества, куда его пригласили стать начальником полиции. Они скоро понимают, что их соседи не те, кем они кажутся. Врата заполнены такими существами, как вампиры, ведьмы, оборотни, и суккубы.

## Актёры
- Фрэнк Грилло — Ник Монохэн, новый шеф полиции Врат
- Марисоль Николс — Сара Монохэн, его жена
- Трэвис Колдуэлл — Чарли Монохэн, их сын
- МакКели Миллер — Дана Монохэн, их дочь
- Люк Мабли — Дилан Редклиф, их сосед, вампир
- Рона Митра — Клэр Редклиф, жена Дилана, вампир
- Джорджия Коул — Эмили Редклиф, их приемная дочь
- Чандра Уэст — Девон, ведьма и главный антагонист, использует чёрную магию (бывшая жена Фрэнка Бакли)
- Скайлер Сэмюэлс — Энди Бейтс, суккуб
- Кайл Сикор — Томас Бейтс, отец Энди
- Колтон Хэйнс — Брэтт Крезски, оборотень
- Андреа Пауэлл — Карен Крезски, мать Брэтта, оборотень
- Джастин Майлз — Маркус Джордан, офицер полиции, работающий во Вратах
- Джанина Гаванкар — Лей Тёрнер, офицер полиции, работающая во Вратах, хранит своё сердце дома в шкатулке
- Виктория Габриэлль Платт — Пэг Мюллер, врач в колледже, колдунья, использует белую магию
- Девин А. Тайлер — Миа Мюллер, дочь Пэг, подруга Энди
- Бретт Каллен — Фрэнк Бакли, глава Врат
- Глория Вотсис — Ванесса Бакли, жена Фрэнка, вампир
- Джеймс Престон — Лукас Форд, оборотень
- Рэйчел ДиПилло — Лекси, оборотень
- Пол Блекторн — Кристиан Харпер, вампир, антагонист
- Роджер Р. Кросс — тренер Росс, оборотень, тренер футбольной команды колледжа
- Шеннон Лучио — Тереза, сестра преступника, убитого Ником Монахэном, приехавшая во Врата для того, чтобы убить Ника и его семью

## Список эпизодов
| Номер | Название и описание                                          | Дата премьеры    |  |
| ----- | ------------------------------------------------------------ | ---------------- |  |
| 1     | Пилотная серия (англ. Pilot) Ник с семьёй приезжает во врата | 20 июня 2010     |  |
|       |                                                              |                  |  |
| 2     | Что скрывает ложь (англ. What lies beneath)                  | 27 июня 2010     |  |
|       |                                                              |                  |  |
| 3     | Нарушение (англ. Breach)                                     | 11 июля 2010     |  |
|       |                                                              |                  |  |
| 4     | Монстр рядом (англ. The monster within)                      | 18 июля 2010     |  |
|       |                                                              |                  |  |
| 5     | Последствия (англ. Repercussions)                            | 25 июля 2010     |  |
|       |                                                              |                  |  |
| 6     | Юрисдикция (англ. Jurisdiction)                              | 1 августа 2010   |  |
|       |                                                              |                  |  |
| 7     | Копаясь в грязи (англ. Digging the dirt)                     | 8 августа 2010   |  |
|       |                                                              |                  |  |
| 8     | Человек человеку волк (англ. Dog eat dog)                    | 15 августа 2010  |  |
|       |                                                              |                  |  |
| 9     | Личностный кризис (англ. Identity crisis)                    | 22 августа 2010  |  |
|       |                                                              |                  |  |
| 10    | Потерянная девочка (англ. Little girl lost)                  | 5 сентября 2010  |  |
|       |                                                              |                  |  |
| 11    | Всплывшее (англ. Surfacing)                                  | 12 сентября 2010 |  |
|       |                                                              |                  |  |
| 12    | Восход дурной луны (англ. Bad moon rising)                   | 19 сентября 2010 |  |
|       |                                                              |                  |  |
| 13    | День отъезда (англ. Moving day)                              | 19 сентября 2010 |  |
|       |                                                              |                  |  |

## Рейтинг Нильсена
| 1 | Воскресенье 10:00 pm | июнь 20, 2010 | сентябрь 19, 2010 | 2010 | н/д | 2.92 |

## История создания
В январе 2009 года сериал Врата был в числе многочисленных экспериментальных проектов, рассматриваемых ABC для сезонов 2009—2010 годов. Только в октябре 2009 ABC объявила о развитии проекта, который является международным совместным производством для Fox Television Studios. Зелёный свет для заказа 13 эпизодов зависел от международного финансирования проекта, при этом экономическое обоснование он получил как летняя замена.
Кастинг начался в январе 2010 года. В начале февраля на ведущую роль был утверждён Фрэнк Грилло, также кастинг прошли Люк Мэбли, Янина Гаванкар, и Чандра Вест. В конце марта 2010 года на ведущие роли были приняты Марисоль Николс и Рона Митра. Помимо них, в проекте были утверждены Виктория Габриэлль Платт, Скайлер Сэмюэлс и Джастин Майлз. Также в сериале появляется Пол Блэкторн.
Съёмки начались в Шривпорте, Луизиана 29 марта 2010 года и продолжались до августа. Variety (ведущий американский еженедельник, освещающий события в мире шоу-бизнеса) предположил, что ряд эпизодов мог быть снят за границей, позднее упомянув Южную Америку.

## Отмена съёмок
Вскоре после окончания съёмок первого сезона появились слухи, что второго сезона не будет. Слухи основывались на комментариях актера Грилло, предполагающего, что его контракт не будет продлён. В октябре 2010 сразу несколько из звёзд телешоу подтвердили, что съёмки продолжения сериала действительно отменены и что второго сезона не будет.